# Gloydius strauchi
Gloydius strauchi este o specie de șerpi din genul Gloydius, familia Viperidae, descrisă de Jacques von Bedriaga în anul 1912. Conform Catalogue of Life specia Gloydius strauchi nu are subspecii cunoscute.